# Schurke (Literatur)
Der Schurke oder Bösewicht ist in der Literatur, im Film und anderen Formen des Erzählens eine Form des Antagonisten (Gegenspieler, Widersacher) des oder der Helden. Im Unterschied zum Antagonisten, der als dialektischer Gegensatz des Protagonisten keine negative Figur sein muss, ist der Schurke eine klar negative Figur und häufig Ausprägung eines Stereotyps.
Entsprechend dieser Definition sind reine Personifikationen des Bösen, wie sie etwa im mittelalterlichen Theater als leibhaftiger Teufel oder Antichrist oder als Vice, das verkörperte Laster im englischen Theater des 16. Jahrhunderts, auftreten, keine literarischen Schurken im eigentlichen Sinn.
Die Hauptfigur des ab 16. Jahrhunderts beliebten Gattung des Schelmenromans ist auch kein Schurke, auch wenn seine Handlungen oft moralisch fragwürdig oder verbrecherisch sind, vielmehr sind es in heutiger Terminologie Antihelden, also mit Schwächen und Belastungen gezeichnete unvollkommene und ganz gewöhnliche Menschen, im Gegensatz zu den makellosen Helden des gleichzeitigen Ritter- und des höfischen Liebesromans.
Zahlreiche Beispiele für Schurken in geradezu musterhafter Ausprägung finden sich dann ab Ende des 18. Jahrhunderts in Schauerroman bzw. Gothic Novel, zu deren Standardinventar der Schurke gehört, dem es obliegt, die weibliche Heldin in Gestalt der verfolgten Unschuld (Damsel in Distress) zu bedrohen, ins Unglück stürzen zu wollen oder zu entführen, was wiederum den Helden verpflichtet, die Unschuld aus den Klauen des Schurken zu retten, bekannte Beispiele sind etwa der Mönch Ambrosio in Matthew Gregory Lewis’ The Monk oder Conte Fosco in Wilkie Collins’ The Woman in White.

## Stereotypen
Bekannte stereotype Formen des Schurken sind:
- Böser Zwilling bzw. Doppelgänger, beispielhaft in Der seltsame Fall des Dr. Jekyll und Mr. Hyde von Robert Louis Stevenson, Das Bildnis des Dorian Gray von Oscar Wilde und Der geteilte Visconte von Italo Calvino. Ein modernes Beispiel ist George Stark aus dem Stephen-King-Roman Stark – The Dark Half.
- Verrückte Wissenschaftler: Erste und bekannteste Ausprägung ist Dr. Victor Frankenstein in Mary Shelleys gleichnamigem Roman, der jedoch eigentlich erst in Rezeption und den zahlreichen Adaptionen zum Prototyp des besessenen, alle Grenzen ignorierenden Wissenschaftlers wird. Näher am Typus ist der Dr. Moreau von H. G. Wells (1896) und die Verbrechergenies des frühen 20. Jahrhunderts wie etwa Dr. Fu Manchu von Sax Rohmer (1913) und Dr. Mabuse von Norbert Jacques (1920). In diesen Bereich ist auch der Grüne Kobold aus den Spider-Man Comics einzuordnen.
- Erzfeinde sind Serienschurken, die in Episoden der Serie immer wieder auftreten, immer wieder besiegt und manchmal (scheinbar) vernichtet werden, in der Folge aber wieder auftauchen bzw. auferstehen. Beispiele sind etwa Professor Moriarty als Erzfeind von Sherlock Holmes, Ernst Stavro Blofeld als Gegner von James Bond, Ghostface als Gegner von Sidney Prescott in Scream oder Michael Myers in Halloween.
- Superschurken sind Gegenspieler des Superhelden, mit übermenschlichen Fähigkeiten ausgestattete Erzfeinde, zum Beispiel Lex Luthor als Widersacher von Superman. Die Schurken insbesondere in den fiktiven Welten des Comics sind zahlreich, siehe etwa die Schurken im Superman-Universum oder die in der Welt von Batman. Beispiele sind auch die Schurken aus den Marvel-Comics, wie zum Beispiel der Mandarin als Gegenspieler von Iron Man, Dr. Doom als Gegenspieler der fantastischen Vier und Venom, Doc Ock und der Grüne Kobold als Gegenspieler von Spider-Man.
- Böse Aliens in der Science-Fiction, typisch als Bug-eyed-Monster, die auf den Titelbildern der Pulp-Magazine vollbusige Frauen an Bord von mit Todesstrahlen ausgestatteter fliegender Untertassen zerren, vom Helden mit gezückter Strahlenpistole verfolgt. Bekanntes Beispiel eines anthropomorphen außerirdischen Schurken ist Ming der Grausame (Ming the Merciless) als Gegner von Flash Gordon. Zu den Alien-Bösewichten kann man auch die Decepticons aus der Transformers-Filmreihe zählen, ebenso die Aliens in Independence Day.
- Dunkle Herrscher und/oder böse Zauberer: Während die Helden und ihre Erzfeinde bzw. die Superhelden und Superschurken mehr oder minder auf gleicher Ebene agieren, ist das Verhältnis zwischen dem dunklen Herrscher und dem Helden sehr asymmetrisch, der dunkle Herrscher ist ein übermächtiges Wesen, der Held dagegen ein – zumindest anfangs – (fast) ganz gewöhnlicher Mensch, der im Laufe der Geschichte die Fähigkeiten entwickelt, die es ihm ermöglichen, am Ende das durch den dunklen Herrscher verkörperte Böse zu besiegen. Bekannte Beispiele sind Frodo Baggins vs. Sauron, Harry Potter vs. Lord Voldemort, Eragon vs. Galbatorix und Luke Skywalker vs. Imperator Palpatine. Ein ähnlicher Typus sind Eroberer, die das Land oder die Welt des Helden noch nicht beherrschen, aber einnehmen wollen. Die bekanntesten Beispiele sind König Xerxes aus der Graphic Novel 300 und dessen Verfilmung, Shan Yu aus der Disney-Verfilmung Mulan, die Kalormenen aus Die Chroniken von Narnia von C. S. Lewis sowie mehrere Gegner der Power Rangers.
- Komische Schurken („Bösewichte“) wären gerne sehr böse, scheitern aber jedes Mal kläglich. Beispiele sind in Zeichentrickfilmen und Comics der große böse Wolf bei den Drei kleinen Schweinchen, Karl der Coyote, der Wesir Isnogud, der Zauberer Gargamel bei den Schlümpfen. Vorläufer des komischen Schurken ist der geprellte Teufel in Märchen und Puppenspiel, ein hochliterarisches Beispiel der Mephistopheles in Goethes Faust.
- Ebenfalls kommt es vor, dass Schurken Verwandte des Helden sind. Die bekanntesten Beispiele sind Scar aus Der König der Löwen (der wiederum auf Hamlets Onkel Claudius aus William Shakespeares Hamlet basiert), Eragons Halbbruder Murtagh, Darth Vader aus Star Wars und Loki, der in den Marvel-Comics und im MCU der Bruder des Helden Thor ist.
- Die letzteren drei sind gleichzeitig Beispiele für Schurken, bei denen sich zeigt, dass sie doch noch etwas Gutes in sich haben oder sogar auf die Seite des Guten wechseln. Weitere Beispiele sind Hades in Zorn der Titanen, Luke Castellan in den Percy-Jackson-Romanen, und Harry Osborn in der Spider-Man-Trilogie von Sam Raimi.
- Es gibt auch Schurken, die sich für etwas am Helden rächen wollen, zum Beispiel Laertes aus Shakespeares Hamlet oder Medea in der Argonautensage; ein modernes Beispiel ist Victoria aus der Bis(s)-Tetralogie. Beispiele aus Film und Fernsehen sind Harry Osborn und Eddie Brock in Spider-Man 3, Zira aus Der König der Löwen 2 oder Richard Harloff aus der Tatort-Episode Im Schmerz geboren. Auch Claire Zachanassian aus Friedrich Dürrenmatts Der Besuch der alten Dame lässt sich in diesen Typus einordnen.
- Manche Schurken scheinen innerhalb einer Reihe oder gar eines Romans oder Films zunächst der Hauptbösewicht zu sein, sind jedoch in Wahrheit Handlanger und agieren im Auftrag des Hauptbösewichts, der später in Erscheinung tritt. Beispiele sind Count Dooku aus Star Wars: Episode II – Angriff der Klonkrieger und Darth Vader aus der Star-Wars-Originaltrilogie, Loki und die Chitauri in Marvel’s The Avengers, Bane in The Dark Knight Rises, Fanny Ferreira aus Die purpurnen Flüsse, Durza in Eragon – Das Vermächtnis der Drachenreiter und Dr. Neo Cortex aus der Crash Bandicoot-Videospielreihe. Auch Professor Quirrell aus Harry Potter und der Stein der Weisen weist Züge dieses Typus auf. Weniger eindeutig ist Walter O'Dim, der während des Dunkler-Turm-Zyklus von Stephen King auf Befehl des Scharlachroten Königs handelt, aber auch eigene Ziele verfolgt. Einige dieser Charaktere wie Darth Vader oder Loki erwecken möglicherweise auch durch ihren Einfluss und ihre Popularität den Eindruck, sie selbst seien der Hauptbösewicht.

Es fällt auf, dass die klar ausgeprägten Typen des Schurken vorwiegend männlich sind. Tami D. Cowden hat in ihrer Schurken-Typologie acht männlichen Schurkentypen acht weibliche Typen gegenübergestellt, zum Beispiel Bitch („Miststück“), Black Widow („Schwarze Witwe“), Lunatic („Irrsinnige“) etc.
Geläufige weibliche Schurken-Stereotypen sind:
- die Hexe: Zum Beispiel die Hexe im Märchen, etwa in Hänsel und Gretel, oder die böse Hexe des Westens im Zauberer von Oz. Ohne magische Kräfte wird sie zur Giftmischerin oder heimtückischen Mörderin mit zahlreichen Beispielen in der Kriminalliteratur.
- die Femme fatale: Eine dämonische Verführerin, die ihre männlichen Verehrer bedenkenlos für ihre materiellen oder sonstigen Zwecke gebraucht und letztlich in den Ruin treibt. Sie hatte ihre große Zeit in der Literatur des 19. Jahrhunderts, wo sie als dunkle Schwester der Kameliendame vielfach ihr grausames Spiel trieb. Eine neue Blütezeit erlebte die Femme fatale als Vamp im Film noir und den Hardboiled-Detective-Geschichten der 1930er und 1940er. Bekanntes Beispiel ist Brigid O’Shaughnessy in Der Malteser Falke von Dashiell Hammett.
- des Schurken schöne Tochter: Auffällig oft hat der verrückte Wissenschaftler eine schöne Tochter, die nicht böse sein muss. Oft ist sie unschuldig und wächst völlig abgeschirmt von der Welt auf, wobei unschuldig nicht gleich harmlos sein muss. Ein Prototyp ist Rappaccinis Tochter aus der Erzählung von Nathaniel Hawthorne. Ältere Beispiele sind Medea und Ariadne aus der griechischen Mythologie, Miranda, die Tochter von Prospero aus Shakespeares Sturm oder in der neueren Literatur Fah Lo Suee, die Tochter von Fu Manchu.[3]
- die Superschurkin: Bekannteste Beispiele sind Catwoman und Poison Ivy aus dem Batman-Universum. Für letztere war wiederum Rappacinis Tochter ein Vorbild.
- die böse Königin/Zauberin: Sie ist das weibliche Gegenstück des dunklen Herrschers. Beispiele sind Morgan le Fay in  der Artussage, die Herzkönigin in Alice im Wunderland von Lewis Carroll, die böse Königin im Märchen von Schneewittchen (die besonders in der Verfilmung Snow White and the Huntsman an andere dunkle Herrscher wie Sauron erinnert), die böse Fee Malefiz in der Disney-Version von Dornröschen – in der Realfilmversion Maleficent – Die dunkle Fee von 2014 wird sie zur Hauptfigur und erlebt eine Wandlung von der Schurkin zur Heldin – oder die weiße Hexe Jadis aus Die Chroniken von Narnia. Weibliche Gegenstücke des Eroberer-Typus sind Artemisia aus dem Film 300: Rise of an Empire, die Grüne Hexe aus Der silberne Sessel und Freya aus The Huntsman & The Ice Queen.

### Anti-Villain
Dem typischen Schurken, der von egoistischen Motiven angetrieben wird, wird auch der Charakter des Anti-Schurken oder Sympathetic villain entgegengestellt, analog zum Antihelden. Dessen Motive liegen darin, dass seine Ziele einem (vermeintlich) gutem Ziel wie Gerechtigkeit, Verbrechensbekämpfung oder Frieden zugrunde liegen, seine Methoden aber jenen des Schurken entsprechen. Der Autor David Lubar schreibt, dass die Motive, die einen Gegner antreiben, jenen einen Helden nicht unähnlich sein müssen. Beispiele für diese Art von Gegenspieler sind Harvey Dent/Two-Face aus The Dark Knight, der die korrupten Polizisten ermordet, die ihn verraten haben, oder Erik Stevens/Killmonger aus Black Panther, der hochmoderne Waffen an unterdrückte afrikanischstämmige Gemeinschaften in der ganzen Welt verteilen lassen will.